# 1972年ミュンヘンオリンピックのジャマイカ選手団
1972年ミュンヘンオリンピックのジャマイカ選手団（1972ねんミュンヘンオリンピックのジャマイカせんしゅだん）は、1972年8月26日から9月11日にかけて西ドイツのミュンヘンで開催された1972年ミュンヘンオリンピックのジャマイカ選手団、およびその競技結果。

## 概要
今大会は銅メダル1個、合計1個のメダルを獲得した。

## メダル
| メダル | 選手名             | 競技 | 種目     |
| ------ | ------------------ | ---- | -------- |
| 銅     | レノックス・ミラー | 陸上 | 男子100m |